# کلارا اسپار
کلارا اسپار (اسپانیایی: Clara Espar‎؛ زادهٔ ۲۹ سپتامبر ۱۹۹۴) بازیکن واترپلو زن اهل اسپانیا است.
از باشگاه‌هایی که در آن بازی کرده‌است می‌توان به دانشگاه ایالتی سن‌خوزه اشاره کرد.
وی در مسابقات کشوری و بین‌المللی در مجموع برندهٔ ۲ مدال طلا، ۴ مدال نقره، ۳ مدال برنز شده‌است.